# Boosey & Hawkes
Boosey & Hawkes är ett brittiskt musikförlag som fram till 2003 även tillverkade bleckblåsinstrument.
Företaget har sitt ursprung i en bokhandel som startades 1792 av Thomas Boosey. Förlagsverksamheten startades av hans son 1816, och 1851 började man också tillverka blåsinstrument. År 1868 köpte Boosey & Co företaget Distin & Co som var en betydande tillverkare av bleckblåsinstrument och 1930 gick man samman med en av sina huvudkonkurrenter, Hawkes & Son, och bildade då Boosey & Hawkes.